# Marco Mario Gratidiano
Marco Mario Gratidiano (f. 82 a. C.) fue un pretor y partidario de la facción de los populares liderada por su tío Cayo Mario durante las últimas guerras civiles de los años 80 a. C. en la República romana. Gratidiano es conocido fundamentalmente por haber sufrido una muerte particularmente violenta durante las proscripciones de Sila. Según los relatos más sensacionalistas, fue torturado y desmembrado por Catilina en la tumba de Quinto Lutacio Cátulo, en una forma que evocaba un sacrificio humano.
Como pretor, Gratidiano también es conocido por su reforma monetaria durante la crisis económica de los años 80 a. C.

## Familia y carrera
Gratidiano fue el hijo de la hermana de Cayo Mario y Marco Gratidio de Arpino. Fue adoptado por Marco, el hermano de Mario. Una tía se casó con el Marco Tulio Cicerón que fue el abuelo del famoso Cicerón. Gratidiano habría mantenido una relación especialmente acre con uno de sus parientes: su hermana podría haber sido la primera esposa de Catilina, quien fue acusado por Cicerón de participar en su tortura y asesinato.
Gratidius, su padre biológico, era un amigo cercano de Marco Antonio el Orador, el cónsul de 99 a. C.. Fue asesinado ca. 102–100 a. C., mientras fungía de prefecto bajo el gobierno de Antonio en Cilicia. En 92 a. C., Antonio desplegó sus famosas capacidades oratorias para defender al hijo de su amigo cuando Gratidiano fue demandado por el cultivador de ostras y especulador de bienes raíces Cayo Sergio Orata en un caso civil que involucró la venta de una propiedad en el Lago Lucrino. Orata también contaba con un buen orador en la persona de Lucio Licinio Craso. Cicerón afirma que Orata estaba tratando de forzar a Gratidiano a comprar nuevamente la propiedad cuando el plan de negocios de Orata fracasó, probablemente, debido a complicaciones imprevistas relacionadas con el derecho de agua y de pesca. Poco antes de 91 a. C., una demanda, probablemente también civil, fue presentada contra Gratidiano, esta vez por Gaio Viselio Aculeo, defendida nuevamente por Craso; sin embargo, los detalles de la demanda no son conocidos.
Para 87 a. C., Gratidiano era un tribuno de la plebe. y, por tanto, estuvo entre los seis de los diez tribunos que dejaron la ciudad para tomar las armas cuando Cina fue expulsado. Ese mismo año, Gratidiano era un legatus, posiblemente, el comandante nombrado Mario. que fue enviado por Cina al norte con el objetivo de capturar Ariminum e interrumpir los refuerzos que podían ser enviados a Sila desde la Galia Cisalpina. Este Mario logró derrotar a Publio Servilio Vatia Isáurico y tomó el control de su ejército.
A fines de 87 a. C., Gratidiano había regresado a Roma con Cina y Mario. Allí encabezó el procesamiento de Quinto Lutacio Cátulo, una acción que probó con el tiempo ser fatal. Cátulo había sido el colega consular de Mario en 102 a. C. y había compartido su triunfo sobre los cimbros en la guerra, pero posteriormente había roto con él. Antes que enfrentar el veredicto inevitable de culpabilidad, Cátulo se suicidó. El cargo fue probablemente perduellio sometido al juicio del pueblo (iudicium populi), por el cual el castigo era muerte por flagelación.